# IC 4707
IC 4707 ist ein Emissionsnebel, welcher sich im Sternbild Schütze befindet. Das Objekt wurde im August 1905 von Edward Emerson Barnard entdeckt.